# Вяжищи (Чудовский район)
Вяжищи — деревня в составе Трегубовского сельского поселения Чудовского района Новгородской области России.

## География
Деревня расположена на правом берегу реки Осьма на автомобильной дороге 49-К13 "Спасская Полисть - Малая Вишера".
На территории деревни имеется церковь, кладбище.
Главная улица деревни - Тихвинская. К ней примыкают Дачная, Заречная и Лесная улицы.

## История
Согласно «Списку населенных мест и сведений о селениях Новгородской губернии» в 1884 году деревня относилась к Коломенской волости Новгородского уезда Новгородской губернии
Согласно «Списку населенных мест Новгородской губернии» в 1907 году деревня относилась к Высоковской волости Новгородского уезда Новгородской губернии, в ней проживало 126 человек.
Деревня Вяжница Коломенского погоста Обонежской пятины как раз впервые упоминается в ПК-1564, принадлежала Никольскому Папоротскому монастырю.

Деревня Вяжищи принадлежала помещику, генералу Моллеру , получившего ее за заслуги перед отечеством.
Деревня Любивцево принадлежала помещику Бриммеру, получил он её так же за заслуги перед отечеством. Ныне является частью деревни Вяжищи, граница между двумя деревнями проходила на изгибе Тихвинской улицы, в районе примыкания улицы Лесной.

## Инфраструктура
Инфраструктура отсутствует. Два раза в неделю приезжает автолавка.
Имеется колодец.
Индекс 174202